# من آنگونه می‌خواهمش
«من آنگونه می‌خواهمش» (به انگلیسی: I Want It That Way) تک‌آهنگی از بک‌استریت بویز است که در سال ۱۹۹۹ میلادی منتشر شد.
این تک‌آهنگ در چارت‌های ایتالیا، اتریش، آلمان، سوئیس، نیوزلند، نروژ، اسپانیا در رتبه اول و در چارت‌های استرالیا، والونیا، فنلاند، سوئد جزو ده ترانه اول قرار گرفت.